# كأس إنترتوتو 1970
كأس إنترتوتو 1970 هو الموسم 10 من كأس إنترتوتو. فاز فيه سلافيا براغ.